# Richard Kačala
Richard Kačala (* 1. března 1991, Prešov, Československo) je slovenský fotbalový záložník nebo obránce a bývalý mládežnický reprezentant. V současnosti hraje za polský celek Sandecja Nowy Sącz, kam přestoupil z klubu 1. FC Tatran Prešov.
Jeho oblíbeným klubem je FC Barcelona, oblíbeným hráčem Lionel Messi.

## Klubová kariéra
Kačala je odchovancem klubu 1. FC Tatran Prešov, v A-týmu debutoval 9. března 2013 v utkání proti MŠK Žilina (remíza 0:0). Nosil nejprve dres s číslem 14, poté dostal dvojku. Mimo Tatranu Prešov ještě hostoval v FK Spišská Nová Ves v roce 2011.
V lednu 2014 přestoupil do polského druholigového celku Sandecja Nowy Sącz, jehož představitele zaujal ve dvou přípraných zápasech s polskými celky Podbeskidzie Bielsko-Biała a Korona Kielce. V Sandecji rozšířil kolonii slovenských krajánků Rudolf Urban, Matej Náther a Peter Petrán.

## Reprezentační kariéra
Richard Kačala je bývalým mládežnickým reprezentantem Slovenska v kategoriích U16 a U18.